# Matthew Hill
Matthew Clayton Hill est un ancien footballeur anglais né le 26 mars 1981 à Bristol. Il évoluait au poste de défenseur gauche.

## Barnsley
Après avoir été prêté fin octobre 2010 au club de Barnsley, il y est transféré définitivement le 26 janvier 2011. Mais à l'expiration de son contrat, en mai suivant, il quitte le club et, en juillet, signe pour Blackpool, tout juste relégué en Championship.

## Palmarès

### Bristol City
- 2003 : Trophée Johnstone's Paint

### Wolverhampton
- 2009 : Championship